# NGC 272
NGC 272 là một cụm sao mở (chứ không phải là một dấu hoa thị hình chữ 'L') nằm trong chòm sao Tiên Nữ. Nó được phát hiện vào ngày 2 tháng 8 năm 1864 bởi Heinrich d'Arrest.